# أمبون (مالوكو)
أمبون (بالإنجليزية: Ambon, Maluku)‏ هي معلم جغرافي تقع في إندونيسيا في مالوكو (إندونيسيا). يقدر عدد سكانها بـ 310,241 نسمة ومساحتها 377 كم2 وترتفع عن سطح البحر 3 متر.

## المناخ
يظهر الجدول التالي التغييرات المناخية على مدار السنة لأمبون:
| البيانات المناخية لـأمبون                  | البيانات المناخية لـأمبون | البيانات المناخية لـأمبون | البيانات المناخية لـأمبون | البيانات المناخية لـأمبون | البيانات المناخية لـأمبون | البيانات المناخية لـأمبون | البيانات المناخية لـأمبون | البيانات المناخية لـأمبون | البيانات المناخية لـأمبون | البيانات المناخية لـأمبون | البيانات المناخية لـأمبون | البيانات المناخية لـأمبون | البيانات المناخية لـأمبون |
| الشهر                                      | يناير                     | فبراير                    | مارس                      | أبريل                     | مايو                      | يونيو                     | يوليو                     | أغسطس                     | سبتمبر                    | أكتوبر                    | نوفمبر                    | ديسمبر                    | المعدل السنوي             |
| ------------------------------------------ | ------------------------- | ------------------------- | ------------------------- | ------------------------- | ------------------------- | ------------------------- | ------------------------- | ------------------------- | ------------------------- | ------------------------- | ------------------------- | ------------------------- | ------------------------- |
| الدرجة القصوى °م (°ف)                      | 35.5 (95.9)               | 35.5 (95.9)               | 35.0 (95.0)               | 33.9 (93.0)               | 32.3 (90.1)               | 30.5 (86.9)               | 30.0 (86.0)               | 30.5 (86.9)               | 31.1 (88.0)               | 32.8 (91.0)               | 34.4 (93.9)               | 35.5 (95.9)               | 35.5 (95.9)               |
| متوسط درجة الحرارة الكبرى °م (°ف)          | 31.3 (88.3)               | 31.4 (88.5)               | 31.1 (88.0)               | 30.7 (87.3)               | 29.8 (85.6)               | 28.5 (83.3)               | 27.5 (81.5)               | 27.8 (82.0)               | 29.1 (84.4)               | 30.3 (86.5)               | 31.1 (88.0)               | 31.5 (88.7)               | 30.0 (86.0)               |
| المتوسط اليومي °م (°ف)                     | 27.0 (80.6)               | 27.0 (80.6)               | 26.9 (80.4)               | 26.7 (80.1)               | 26.4 (79.5)               | 25.6 (78.1)               | 25.0 (77.0)               | 25.1 (77.2)               | 25.7 (78.3)               | 26.5 (79.7)               | 27.0 (80.6)               | 27.2 (81.0)               | 26.3 (79.3)               |
| متوسط درجة الحرارة الصغرى °م (°ف)          | 24.1 (75.4)               | 24.1 (75.4)               | 23.8 (74.8)               | 23.9 (75.0)               | 24.0 (75.2)               | 23.6 (74.5)               | 23.2 (73.8)               | 23.1 (73.6)               | 23.3 (73.9)               | 23.8 (74.8)               | 24.1 (75.4)               | 24.2 (75.6)               | 23.8 (74.8)               |
| أدنى درجة حرارة °م (°ف)                    | 22.2 (72.0)               | 22.8 (73.0)               | 22.2 (72.0)               | 21.6 (70.9)               | 20.0 (68.0)               | 20.5 (68.9)               | 20.0 (68.0)               | 19.4 (66.9)               | 18.9 (66.0)               | 18.9 (66.0)               | 21.1 (70.0)               | 20.0 (68.0)               | 18.9 (66.0)               |
| الهطول مم (إنش)                            | 127 (5.0)                 | 119 (4.7)                 | 135 (5.3)                 | 279 (11.0)                | 516 (20.3)                | 638 (25.1)                | 602 (23.7)                | 401 (15.8)                | 241 (9.5)                 | 155 (6.1)                 | 114 (4.5)                 | 132 (5.2)                 | 3٬459 (136.2)             |
| متوسط أيام هطول الأمطار                    | 12                        | 13                        | 12                        | 12                        | 19                        | 21                        | 22                        | 21                        | 16                        | 10                        | 10                        | 13                        | 181                       |
| متوسط الرطوبة النسبية (%)                  | 79                        | 80                        | 83                        | 85                        | 87                        | 86                        | 85                        | 84                        | 83                        | 81                        | 80                        | 82                        | 83                        |
| ساعات سطوع الشمس الشهرية                   | 192                       | 186                       | 211                       | 177                       | 158                       | 120                       | 115                       | 112                       | 150                       | 192                       | 219                       | 202                       | 2٬034                     |
| المصدر #1: الأرصاد الجوية الألمانية        |                           |                           |                           |                           |                           |                           |                           |                           |                           |                           |                           |                           |                           |
| المصدر #2: Danish Meteorological Institute |                           |                           |                           |                           |                           |                           |                           |                           |                           |                           |                           |                           |                           |

## توأمة
لأمبون (مالوكو) اتفاقيات توأمة مع كل من:
- فليسنجن
- داروين (28 أكتوبر 1988 - )

## أعلام
- آرشي روبرتس
- أندرياس بيتر كورنيليوس سول
- ريكاردو سالامبسي
- نيكو توماس